# Ricardo Vasconcellos
Ricardo Vasconcellos (Guayaquil, 20 de febrero de 1942) es un periodista deportivo ecuatoriano. Ha destacado tanto como redactor como autor de libros relacionados con el tema deportivo en general. Ha recibido múltiples reconocimientos nacionales e internacionales como dos primeros premios a mejor reportaje sobre América Latina en los años 2002 y 2003, otorgados por la Asociación de Publicaciones Hispanas de Estados Unidos. También recibió las distinciones del Municipio de Guayaquil, el Congreso Nacional, la Federación Nacional de Periodistas del Ecuador (FENAPE) y la Asociación de Periodistas Guayaquil que lo nombró El Hombre del Año en el Periodismo en 1995.

## Trayectoria
Estudió la primaria en la Escuela Fiscal No. 26 John D. Rockefeller. La educación secundaria la hizo en el Colegio Nacional Vicente Rocafuerte y la superior en la Universidad de Guayaquil donde recibió de abogado en 1971
Se inició en la redacción deportiva de diario El Universo en 1964, donde salvo un paréntesis entre 1972 a 1976 en que fue a trabajar en diario La Razón, es uno de los periodistas deportivos insignes del "Mayor Diario Nacional" hasta el día de hoy. En 1966 fue delegado al Sudamericano de Natación en Lima y junto a Alberto Vallarino, presidente de la delegación propusieron la formación de los campeonatos infantiles y juveniles a nivel sudamericano.
Debido a su afición a la historia deportiva guayaquileña y ecuatoriana en general, propuso en el rotativo donde trabajaba unas páginas deportivas con joyas periodísticas que luego se convirtieron en las Anécdotas del Domingo, convirtiéndose inmediatamente en la columna deportiva más popular del rotativo ecuatoriano en 1990. A partir del 2013, vuelve con su columna de historia deportiva denominada Reloj de Arena en el mismo rotativo hasta el día de hoy.
En 1997 ganó el Premio Nacional de Periodismo otorgado por la Federación Nacional de Periodistas del Ecuador, por su trayectoria en el periodismo y un fecundo trabajo de investigación histórica a favor del deporte ecuatoriano.
Ha desempeñado cargos como vicepresidente de la Federación Nacional de Periodistas, Presidente del Colegio de Periodistas del Guayas, Presidentes del Círculo de Periodistas Deportivos del Ecuador y Director de la Federación de Periodistas Deportivos de América. Miembro de la Casa de la Cultura Ecuatoriana y de la Academia Nacional de Ciencias.

## Obras publicadas
Ricardo Vasconcellos Rosado también ha publicado diversos libros referidos a la actividad deportiva en el Ecuador. Conocido por su periodismo deportivo vertical es para muchos uno de los referentes de la investigación deportiva nacional junto con el periodista investigador Mauro Velásquez.
| Año  | Libro                                                        |
| ---- | ------------------------------------------------------------ |
| 1988 | Los Cuatro Mosqueteros del Guayas. Crónica De Una Hazaña     |
| 1991 | Recuerdos del Unión Deportiva Valdez                         |
| 1998 | Panamá Sporting Club, 75 años                                |
| 2003 | Entre Las Letras y El Fútbol. Cuentos Ecuatorianos del Balón |
| 2009 | Mariuxi La Ondina Dorada                                     |
| 2013 | Historia Del Futbol Guayaquileño                             |
| 2017 | George Lewis Capwell: El "Gringo" Guayaquileño               |
| 2018 | Los Forjadores De La Idolatría                               |
| 2019 | Historia De La Natación Guayaquileña                         |
| 2021 | Recuerdos del Unión Deportiva Valdez (segunda edición)       |
| 2023 | Leyendas del Deporte Milagreño                               |